# Radu Nunweiller
Radu Nunweiller (n. 16 noiembrie 1944, București, România) este un fost fotbalist din România, care activează ca antrenor mai ales în Elveția. A cunoscut consacrarea la FC Dinamo București, pentru care a jucat timp de 13 ani. A evoluat și pentru echipa națională a României, pentru care a bifat 42 de meciuri, marcând două goluri. A evoluat la Campionatul Mondial din 1970. Face parte dintr-o familie celebră de fotbaliști, fiind șapte frați fotbaliști: Costică, Dumitru, Ion, Lică, Victor, Radu și Eduard.
În martie 2008 a fost decorat cu Ordinul „Meritul Sportiv” clasa a III-a, „în semn de apreciere pentru participarea la Turneul Final al Campionatului Mondial de Fotbal din anul 1970 din Mexic și pentru întreaga activitate”.

## Cariera de fotbalist
Și-a făcut junioratul la Dinamo, dar a debutat în Divizia A pentru Viitorul București, echipă la care a fost împrumutat de alb-roșii. Primul său meci în Divizia A a avut loc în octombrie 1962, împotriva Stelei București. În 1963 s-a reîntors la Dinamo și a devenit 
titular incontestabil în linia de mijloc a alb-roșilor.
În anii începutului de carieră, până prin 1966, stilul de joc al echipei era apărare de fier și goluri marcate pe contraatacuri, iar cel care a lansat contraatacurile a fost Radu Nunweiller. După 1968, echipa a adoptat un joc spectaculos și ofensiv, căutând golul. Cel care a împins echipa în atac a fost din nou Radu Nunweiller. Și exact în aceeași perioadă și cu aceiași coechipieri, la echipa națională, Radu Nunweiller a fost principalul exponent al temporizării jocului, stil impus de selecționerul Angelo Niculescu. Temporizarea, considerat un stil de joc urât dar care a dus echipa națională a României la Cupa Mondială din 1970 și la rezultate bune în fața unor echipe superioare s-a bazat, practic, pe doi factori: pasele precise ale lui Radu Nunweiller, care găseau întotdeauna un coechipier liber, și capacitatea lui Radu de a fi mereu demarcat pentru a primi pasele coechipierilor. (A fi mereu demarcat presupune un enorm efort, alergătură și risipă de energie.)
Radu Nunweiller a jucat la Dinamo din 1963 până în 1976, cucerind 5 campionate (1964, 1965, 1971, 1973, 1975) și o cupă (1964).
Debutul lui ca titular a fost cu totul deosebit. În primăvara lui 1964, pe la mijlocul returului, Dinamo era lider dar trecea printr-o criză de formă, urmăritoarea Rapid apropiindu-se periculos. Exact înaintea meciului direct cu Rapid, Dinamo avea mari probleme de efectiv Ene, Varga, Gergely, Țârcovnicu și Unguroiu fiind absenți, iar Pîrcălab trecând printr-o pasă proastă. Astfel, antrenorul Traian Ionescu a avut curajul și inspirația de a trimite în teren, în acel meci decisiv, un necunoscut pe nume Radu Nunweiller.
Cu tupeul caracteristic fraților mai mari și cu siguranța unui jucător experimentat deși avea doar 19 ani, Radu Nunweiller a preluat coordonarea jocului, l-a repus în formă pe Pârcălab, a marcat un gol și a fost unul dintre principalii eroi ai victoriei cu 5-2 asupra Rapidului. A urmat un galop de sănătate cu victorii până la sfârșitul campionatului și cu un dramatic 5-3 în finala cupei cu Steaua (Radu a marcat un gol în finală).
Cu trei frați Nunweiller în echipă, Dinamo a mai cucerit un titlu în 1965. În 1967, Radu a debutat în echipa națională jucând două meciuri alături de fratele mai mare, Nelu. A urmat o pauză forțată din cauza îmbolnăvirii de hepatită din cauza căreia, Nunweiller a lipsit tot sezonul 1967-68 nefiind părtaș la cucerirea cupei (3-1 cu Rapid, în finala în care eroi au fost Nelu Nunweiller și Lucescu). Pentru Dinamo, a fost un an critic, anul schimbului de generații. Noua gardă era în ascensiune: Dinu, Dumitrache, Boc și Lucescu își găseau loc în echipă și băteau la poarta echipei naționale.
A revenit în toamna lui 1968 și a intrat direct în ritmul jocului, fără nicio perioadă de refacere. Chemat imediat la echipa națională de antrenorul Angelo Niculescu, Radu a redebutat într-un meci cu Anglia (0-0, la București). Meciul următor, pentru calificarea la Campionatul Mondial, a fost un meci critic, la București, cu Elveția, care în urmă cu un an învinsese România cu un categoric 7-1. Nunweiller a avut un rol decisiv în coordonarea echipei în acel meci, România câștigând cu 2-0. În următorul meci, pe Stadionul Wembley, Radu Nunweiller a condus o echipă de copii la un extraordinar 1-1 cu campioana mondială Anglia (în acel meci, în repriza a doua, s-a născut temporizarea). Radu Nunweiller a fost în teren la victoria cu 1-0, în Elveția, la numai o lună după o operație de apendicită, la victoria contra Portugaliei și egalul cu Grecia la București, rezultate care au trimis echipa României la CM din Mexic 1970.
La turneul final, România a făcut parte din „Grupa Morții” de la Guadalajara, iar Nunweiller a jucat în toate cele trei partide. Mai întâi contra Angliei (scor 0-1), apoi împotriva Cehoslovaciei (scor 2-1), meci în care Radu Nunweiller a oferit două pase de gol către rapidistul Sandu Neagu, care, la prima, a marcat și la a doua, a obținut un penalti, transformat de Dumitrache, și în fine contra Braziliei (scor 2-3).
Radu Nunweiller  a mai participat la campania care ne-a dus în sferturile CE 1972 jucând în total 42 de meciuri în echipa națională. După 1976, Radu a jucat la Hunedoara, apoi a fost antrenor în Elveția și Turcia.
A fost considerat jucător de bază al echipei naționale în mandatul lui Angelo Niculescu care spunea: „Eu, când hotărăsc ce echipă va juca, în primul rând trec în dreptul tricoului cu numărul 10 numele lui Radu Nunweiller și apoi mai caut încă zece jucători.”

## Cariera de antrenor
După retragerea din activitatea de fotbalist, Nunweiller a emigrat cu familia în Elveția, unde a antrenat, ca antrenor secund sau principal, diferite echipe.